# Trazodon
Trazodon (Desorel, Oleptro, Benefikat, Depraks, Desirel, Molipaksin, Tombran, Trazorel, Trialodin, Tritiko, i Mesirel) je antidepresiv iz klase serotoninskih antagonista i inhibitora preuzimanja (SARI). On je fenilpiperazinsko jedinjenje. Trazodon je isto tako anksiolitik i hipnotik. Trazodon ima znatno manje izražene nuspojave koje su karakteristične za triciklične antidepresive.

## Sinteza
Jedan od sintetičkih puteva je: